# Klompenmuseum De Zaanse Schans

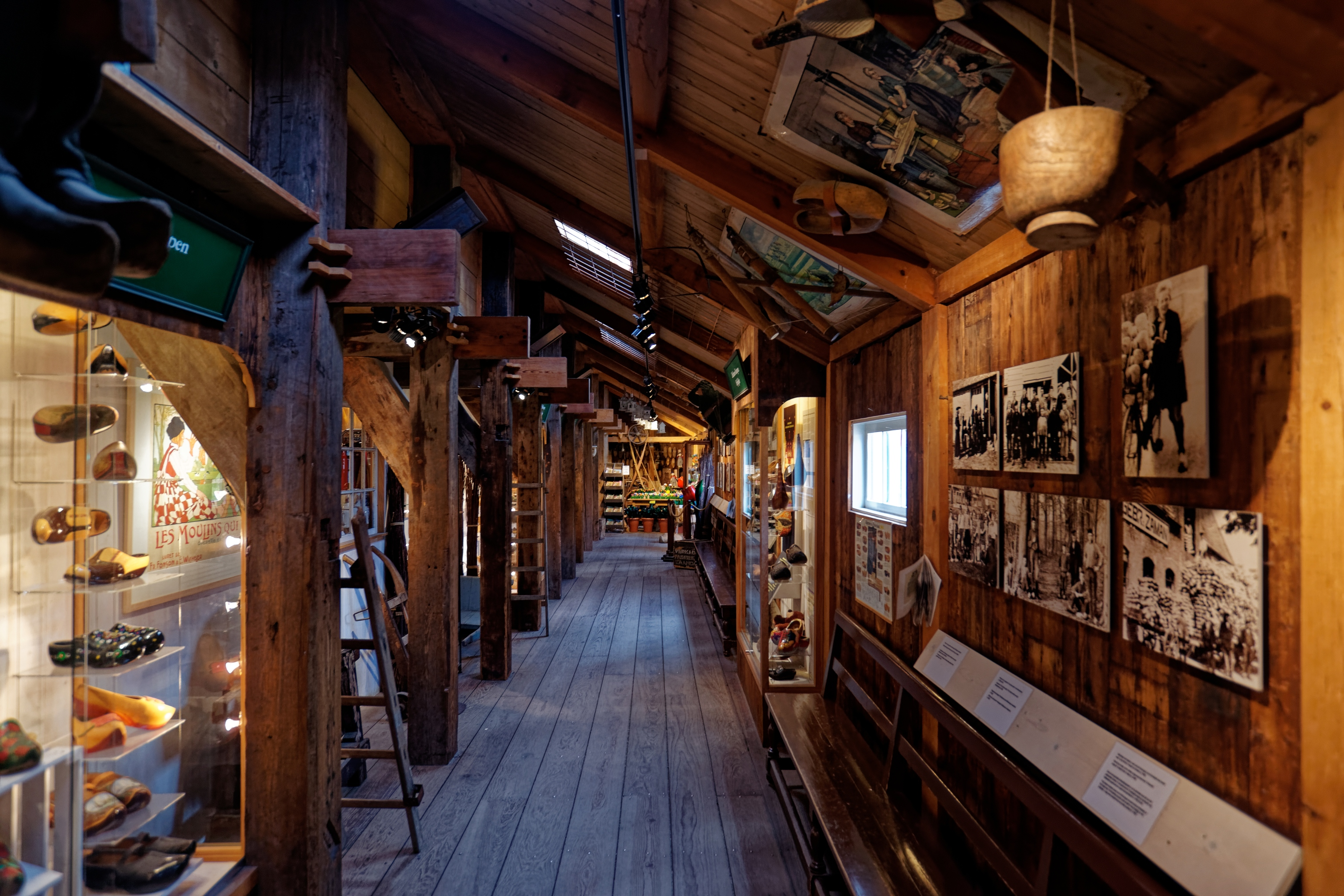
Tentoonstellingsruimte

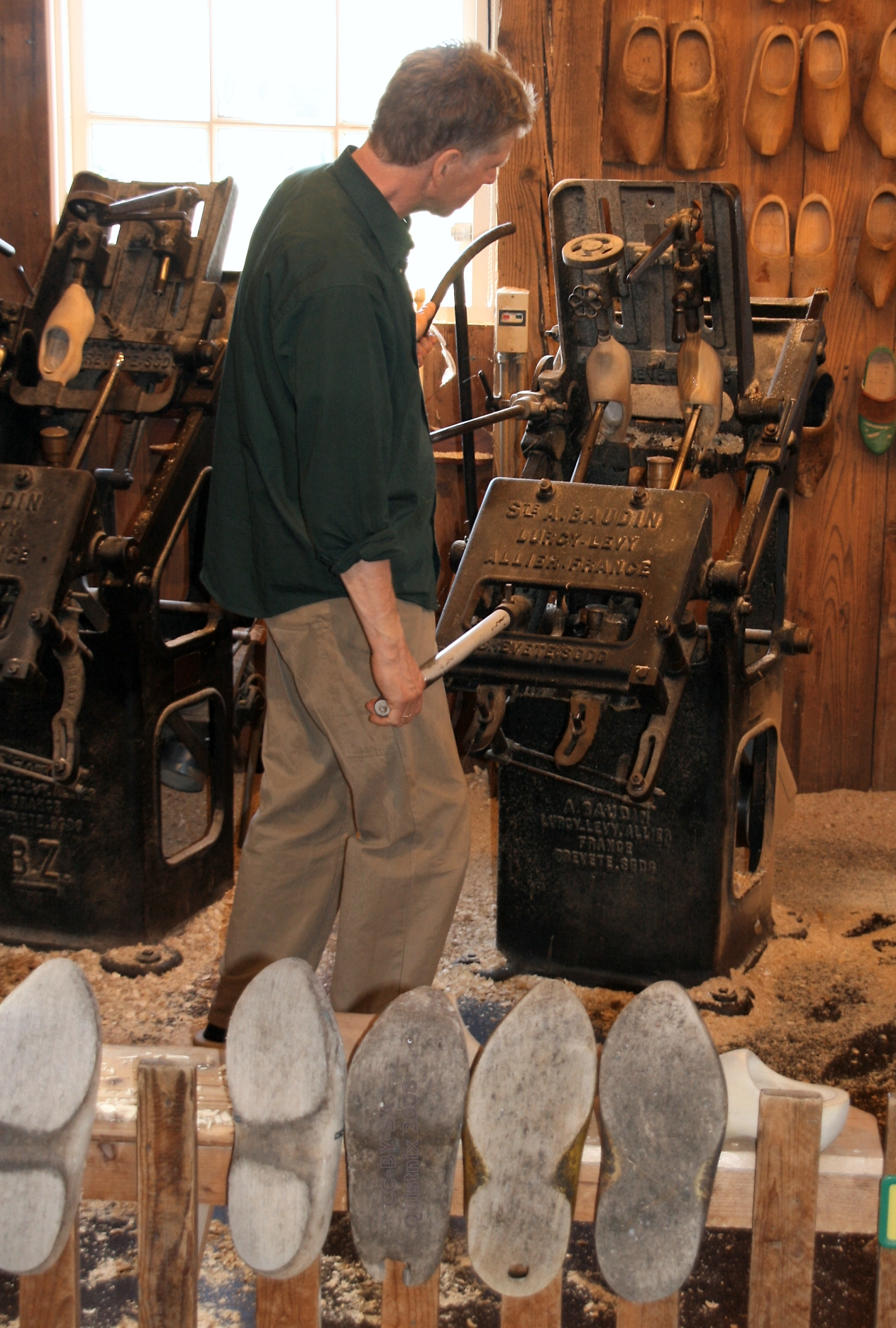
Demonstratie van machinale klompenfabricage

Klompenmakerij 'De Zaanse Schans' is een museum en ambachtelijke klompenmakerij op de Zaanse Schans in Zaanstad. Bezoekers kunnen het productieproces van klompen bekijken met demonstraties door een klompenmaker. De collectie beslaat klompen uit verschillende streken uit Nederland en klompen voor verschillende doeleinden zoals gedragen bij veenwinning en dijkverzwaring, maar ook bij huwelijk en kerkbezoek. De collectie toont ook houten schoeisel uit andere werelddelen. Naast een klompenmuseum en klompendemonstratie is hier ook de grootste collectie draagklompen van Nederland te vinden. 
Het klompenmuseum bevindt zich in het houten voormalige pakhuis 'de Vrede', een gemeentelijk monument. Het pand stond aan het  Watermolenpad te Westzaan en diende van 1876 tot 1919 als opslag voor rijst voor stoomrijstpellerij Birma van Klaas Blans. Op 1 april 1974 opende de klompenmakerij op de Zaanse Schans in de toenmalige Scheepswerf (de huidige Kuiperij). In 1985 nam zij haar intrek in het huidige pand, dat destijds vanuit Westzaan is verplaatst.
Het houten pakhuis heeft een driebeukig houtskelet, waarvan de middenbeuk voorzien is van ankerbalken, rondom bekleed met getrapte weeg. Het heeft twee lagere zijbeuken met lessenaarsdaken. Het pakhuis komt voor in het notarieel archief van Westzaan van 1774. Op de Zaanse Schans bevindt zich ook een ander pakhuis 'Vrede'. Dit pakhuis staat op Schansend 1 en is in gebruik als souvenirwinkel en als kantoorruimte. Het is een vierbeukig houtskelet met standvinken en een voormalig graanpakhuis. Dit pand eveneens uit midden achttiende eeuw is 6 juni 1993 van de Watermolenstraat in Westzaan naar de Zaanse Schans verplaatst en in 1994 geopend.